# Szkizoaffektív zavar
A szkizoaffektív zavar egy súlyos pszichiátriai kórkép, mely nagyon hasonlatos a szkizofréniához. A betegség a mindennapi élet minden területére kihat, beleértve a munkát, a szociális kapcsolatokat, az öngondozás gyakorlatát (mint például tisztálkodás és higiénia). A szkizoaffektív zavarban szenvedő betegek a tünetek széles skáláját mutathatják, melyek magukban foglalják a valósággal való kapcsolat problémáját (hallucinációk és delúziók vagy doxazmák), a hangulattal kapcsolatos zavarokat (például feltűnő depresszió), a motiváció hiányát, az örömérzetre való képesség hiányát és a gyenge koncentrációs képességet. A tünetek súlyossága okán a betegek időnként kórházi kezelésre szorulnak. A szkizoaffektív zavar átélése egy olyan állapottal írható le, mely ahhoz az érzéshez hasonlatos, amikor "ébren vagy és álmodsz" (vagyis a személy nehezen különböztetheti meg a valóságot a képzelettől).

## Előfordulása
Minden ezer emberből kettő-öt élete egy időszakában a szkizoaffektív zavar tüneteitől szenved, ez a teljes népesség 0,2-0,5 százalékát érinti. A szkizoaffektív zavar, a szkizofréniával együtt egyike a leggyakoribb pszichiátriai diagnózisoknak. Több kórházi ágy foglalt e betegségektől, mint bármelyik más pszichiátriai zavartól szenvedő személyek által.

## Tünetek
A késői serdülőkor és a korai felnőttkor a leggyakoribb időszak a szkizoaffektív zavar kezdetének, habár néha gyerekkorban is diagnosztizálják. Ezen időszakok a személy társadalmi és tanulmányi fejlődésében kritikus időszakok, melyet a betegség kialakulása súlyosan megzavar.
A szkizoaffektív zavar olyan mentális betegség melyet hangulatzavar és pszichózis visszatérő epizódjai jellemeznek. A pszichózist üldözéses (paranoiás) vagy egyéb téveszmével (delúzióval, doxazmával), vagy érzékcsalódással (hallucinációval) lehet jellemezni. A hangulatzavarokat jól elhatárolható depressziós, kevert vagy mániás epizódok határozzák meg. E betegségben szenvedő páciensek a pszichotikus tüneteket többnyire a depressziós, kevert vagy mániás epizód során élik át vagy ritkábban utána.
A betegséget nehéz diagnosztizálni, mivel a tünetek hasonlóak más betegségekhez, amelyekhez jelentős pszichotikus tünetek társulnak. Ilyen betegségek például a „bipoláris zavar pszichotikus tünetekkel”, a „súlyos depresszió pszichotikus tünetekkel” és a szkizofrénia.
A fő hasonlóság a szkizoaffektív zavar, a bipoláris zavar pszichotikus tünetekkel és a súlyos depresszió pszichotikus tünetekkel között az, hogy mindhárom esetben a pszichózis a hangulati epizódok alkalmával jelenik meg. A szkizoaffektív zavar esetében viszont a pszichózisnak hangulati tünetek nélküli időszakban is jelentkeznie kell. Szkizofrénia esetében a hangulati tünetek hiányoznak, vagy sokkal kevésbé jelentősek, mint a szkizoaffektív zavar esetében. Mivel ezek a különbségek nehezen kimutathatóak, a szkizoaffektív zavar határozott diagnózisához hosszadalmas megfigyelés és kezelés szükséges.
Kezeletlenül, a személy szkizoaffektív zavarral a szkizoid betegségekre jellemző paranoid vagy megalomán téveszméket élhet át, mint például azt a meggyőződést, hogy ő Jézus vagy az Antikrisztus, vagy valamilyen különleges célja van, mint például megmenteni a világot, vagy valakik, többnyire állami ügynökök lehallgatják, megfigyelik, üldözik, vagy mérgezik, amikor valójában ezek nem is igazak. A páciensek olykor rendkívül paranoiásak lehetnek. Egyéb doxazmák például, hogy az illető biztos benne, hogy gondolkodását külső erők irányítják. Ez utóbbi téveszmét gondolatelvonásnak hívják.
A doxazma abszolút megingathatatlan, és ez egyik legfontosabb jellemzője: semmiféle érv, semmiféle bizonyíték, a legkézzelfoghatóbb tények sem bírják rá a beteget akár a legcsekélyebb engedményekre sem kóros meggyőződéséből. Sőt a vitatkozás, a kétségek mintha még táplálnák is a doxazmát: egyre újabb mellette szóló érvek támadnak, a téveszme terebélyesedik, épül, de mindvégig szilárd, logikus rendszert alkot. A beteg egyszerűen nem vesz tudomást a téveszméje ellen szóló érvekről, míg a mellette szólókat felnagyítja, nemegyszer emlékezetében meghamisítja, azaz a valóságot illeszti saját meggyőződéséhez és nem megfordítva.
Hallucináció érintve a látó, halló, szagló, tapintó, és ízlelő rendszert szintén előfordulhat kezeletlen szkizoaffektív zavar esetén. Máshogy mondva az illető láthat, hallhat, szagolhat, érezhet vagy ízlelhet olyan dolgokat, melyek nincsenek is ott. Például láthatnak olyan nyilvánvaló képi hallucinációkat, mint szörnyek, az ördög, vagy nehezebben megfoghatóakat, mint például homályos jelenségek. Hallhatnak hangokat, vagy bizonyos esetekben zenét. A dolgok máshogy nézhetnek ki, máshogy hangozhatnak. A páciensek átélhetnek furcsa érzéseket is. Ezek a hallucinációk ittas állapotban rosszabbodhatnak.
Partnerükről, barátaikról vagy családtagjaikról gyorsan megváltoztathatják véleményüket, ha valami negatívat hallanak róluk. Ennek eredményeképp támadhatnak, vagy ellenkezőleg eltávolodhatnak a személytől, vagy csoporttól amíg visszanyerik a normális gondolatokat, mely rendszerint kezelést igényel és időt.
Szorongásos zavarok szintén szerepet játszhatnak a szkizoaffektív zavar szubjektív átélése során, melyek befolyásolhatják a beteg téveszméinek tartalmát. Például az illető szoronghat, problémái lehetnek a nyeléssel, és akkor azt hiszi, hogy külső erők irányítják a nyelési funkcióit. Különböző fóbiáktól is szenvedhetnek a betegek melyek téveszmékként jelentkezhetnek.
Hanyatlás mutatkozhat a munkában vagy tanulmányokban. A szkizoaffektív zavarban szenvedő betegek visszahúzódhatnak a társadalomtól és magányossá válhatnak.
A gondolkodás nehézségei, ismert úgy is mint a "megértés hiánya" (kognitív nehézségek) szintén probléma lehet. Ez magában foglalhatja a nehézséget a koncentrációban, a figyelemben, a logikus érvelésben és az agresszivitás irányításában.
A beteg alhat túl sokat, vagy gyakrabban képtelen aludni.
Kezelés nélkül a szkizoaffektív zavarban szenvedő beteg gondolati téveszme rendszere tovább romolhat és még jobban elidegenedhet az emberektől és a társadalomtól.
Átfogó kezeléssel a szkizoaffektív zavarban szenvedő betegek visszanyerhetik több, legtöbb vagy akár minden alkalmasságukat.

## Diagnózis
Egy folyamatosan, megszakítás nélkül fennálló betegség melynek folyamán vagy (1) súlyos depresszív epizód, vagy (2) mániás epizód, vagy (3) kevert epizód fordul elő a (4) szkizofrénia (A) kritériumaival egyidejűleg.
(A súlyos depresszív epizód mindig levert hangulattal társul.)

### A súlyos depresszív epizód kritériumai
- Súlyos depresszív epizód állapítható meg, ha a következő tünetek közül legalább öt legalább két hétig fenn áll, mely tünetek eltérnek a beteg korábbi viselkedésétől, és vagy a (1) levert hangulat, vagy a (2) az örömérzet és az érdeklődés jelentős csökkenése jelentkezik.

(Nem értendők ide azok a tünetek, melyek a beteg általános orvosi állapotából adódnak.)
1. A nap legnagyobb részében levert hangulat, majdnem minden nap, mely személyes beszámolás alapján (pl. szomorúság vagy üresség érzése) vagy mások megfigyelései alapján (pl. kesergés, sírdogálás) ítélhető meg. (Gyermekeknél, és serdülőknél ingerlékeny hangulat is lehetséges.)
2. Az örömérzet és az érdeklődés jelentős csökkenése a nap legnagyobb részében, majdnem minden nap.
3. Jelentős súlycsökkenés diéta nélkül, vagy jelentős súlygyarapodás (legalább a testsúly öt százalékának változása egy hónapon belül), vagy az étvágy jelentős csökkenése vagy növekedése.
4. Álmatlanság vagy aluszékonyság majdnem minden nap.
5. Pszichomotoros nyugtalanság vagy levertség majdnem minden nap.
6. Fáradtság vagy csökkent energiaszint majdnem minden nap.
7. Feleslegesség- vagy ok nélküli bűntudatérzés.
8. Koncentrációs, gondolkodási képességek csökkenése.
9. Halállal, öngyilkossággal kapcsolatos újra és újra visszatérő gondolatok, öngyilkossági kísérletek vagy tervek.

- A tünetek nem egyeznek a kevert epizód tüneteivel.
- A tünetek klinikai súlyosságúak, vagy nehézségeket jelentenek a szociális kapcsolatokban, a foglalkozásban, vagy az élet egyéb fontos területén.
- A tünetek nem valamilyen anyag fiziológiai hatása (például kábítószer használat, vagy gyógyszeres kezelés), és nem adódnak a beteg általános orvosi állapotából (például a pajzsmirigy csökkent működése).
- A tünetek nem tulajdoníthatók javarészt gyászeseménynek (például egy közeli hozzátartozó elvesztése), a tünetek két hónapnál tovább tartanak vagy jelentős funkcionalitásbeli problémákat jelentenek, halállal kapcsolatos gondolatokkal, feleslegesség érzéssel társulnak, pszichotikus tünetekkel, vagy pszichomotoros problémákkal.

### A mániás epizód kritériumai
- Egy jól elhatárolható ideig fennálló a szokásostól eltérő, állandó emelkedett beszédes, vagy ingerlékeny hangulat, mely legalább egy hétig fenn áll (vagy bármely időtartamon keresztül, ha kórházi ellátás szükséges).
- A hangulatzavar alatt a következő tünetek közül legalább három fennáll (négy, ha a hangulat csak ingerlékeny), és jelentős mértékben:

1. Fokozott önértékelés
2. Csökkent alvásigény (például kipihentnek érzi magát három óra alvás után is)
3. Fokozott beszédkésztetés
4. Gondolatrohanás
5. Könnyen elterelhető figyelem
6. Szokatlanul felfokozott aktivitás (akár szociálisan, a munkában, vagy iskolában, vagy szexuálisan)
7. Kritikátlan, meggondolatlan cselekedetek

- A tünetek nem egyeznek a kevert epizód tüneteivel.
- A hangulat zavar elég súlyos ahhoz, hogy jelentős problémákat okozzon a foglalkozás területén, a szokásos társadalmi aktivitásban, a másokkal való kapcsolatban, vagy kórházi ellátás szükséges, hogy megelőzzék az önmagukban, illetve másokban okozható kárt, vagy pszichotikus tünetek vannak jelen.
- A tünetek nem valamilyen anyag fiziológiai hatása (például kábítószer használat, vagy gyógyszeres kezelés), és nem adódnak a beteg általános orvosi állapotából (például a pajzsmirigy megnövekedett működése).

### A kevert epizód kritériumai
- A kritériumok mind kimerítik a mániás epizód, mind a súlyos depresszív epizód kritériumait (az időtartamot leszámítva) majdnem minden nap, legalább egy hetes időtartam alatt.
- A hangulat zavar elég súlyos ahhoz, hogy jelentős problémákat okozzon a foglalkozás területén, a szokásos társadalmi aktivitásban, a másokkal való kapcsolatban, vagy kórházi ellátás szükséges, hogy megelőzzék az önmagukban, illetve másokban okozható kárt, vagy pszichotikus tünetek vannak jelen.
- A tünetek nem valamilyen anyag fiziológiai hatása (például kábítószer használat, vagy gyógyszeres kezelés), és nem adódnak a beteg általános orvosi állapotából (például a pajzsmirigy csökkent működése).

### A szkizofrénia (A) kritériumai
- A következők közül minimum kettő jelentkezik az idő jelentős részében, legalább egy hónap időtartamon keresztül (vagy kevesebb ideig, ha sikeresen kezelik):
  - Delúzió
  - Hallucináció
  - Széteső beszéd (például gyakran kisikló vagy összefüggéstelen beszéd)
  - Jelentősen dezorganizált vagy katatónikus viselkedés
  - Negatív tünetek (például érzelmi tompaság, szegényes beszéd, örömérzet-, motiváció- vagy kitartás hiánya)
- Egy tünet fennállása is elegendő a diagnózis felállításához, amennyiben a delúziók bizarrak, vagy a hallucinációk között olyan tünetek jelentkeznek, minthogy egy hang folyamatosan kommentálja az illető viselkedését, gondolatait, vagy kettő vagy több hang beszélget egymással.

## Típusai
- Bipoláris típus: ha a zavar vagy egy
  - mániás, vagy egy
  - kevert epizódot

magában foglal (vagy egy mániás vagy egy kevert epizód és súlyos depresszív epizód van jelen).
- Depresszív típus: ha a zavar
  - csak súlyos depresszív epizódot foglal magában.

## Kezelése

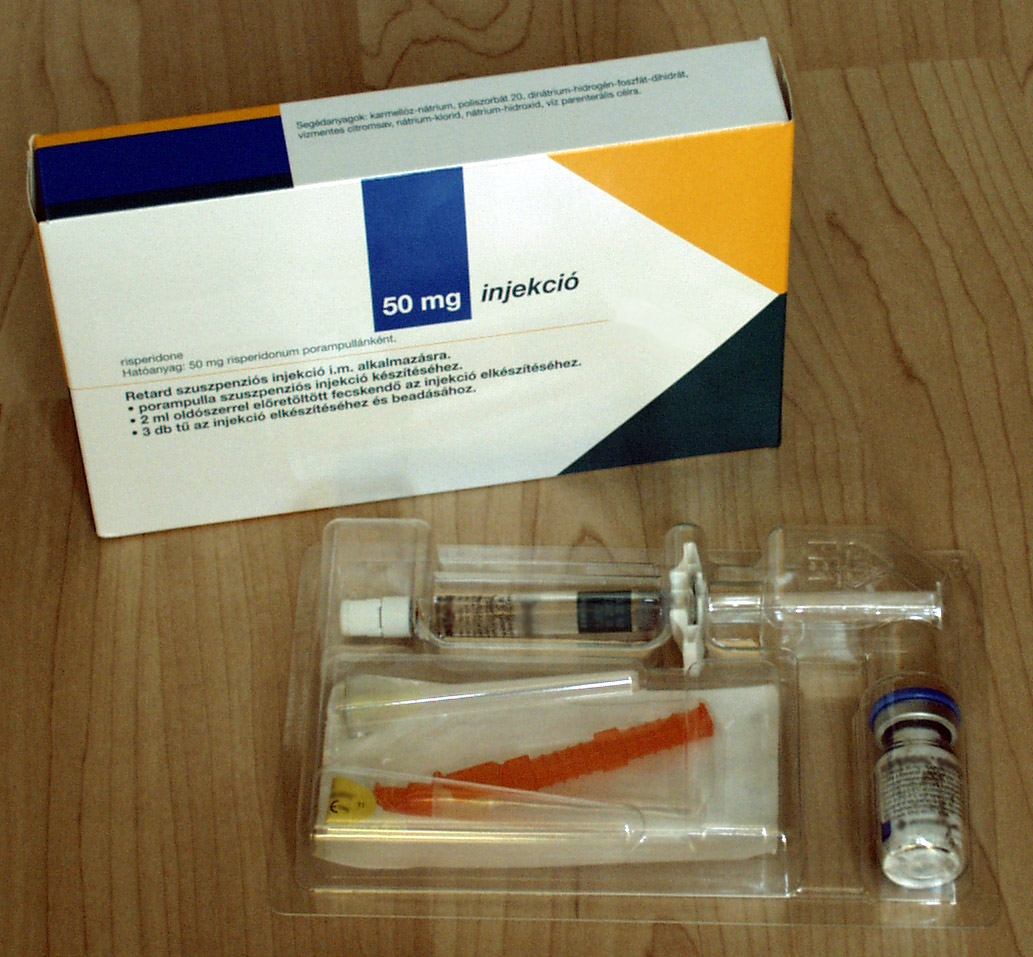
Risperidon injekció, e betegség esetén is gyakran alkalmazott atípusos antipszichotikum.

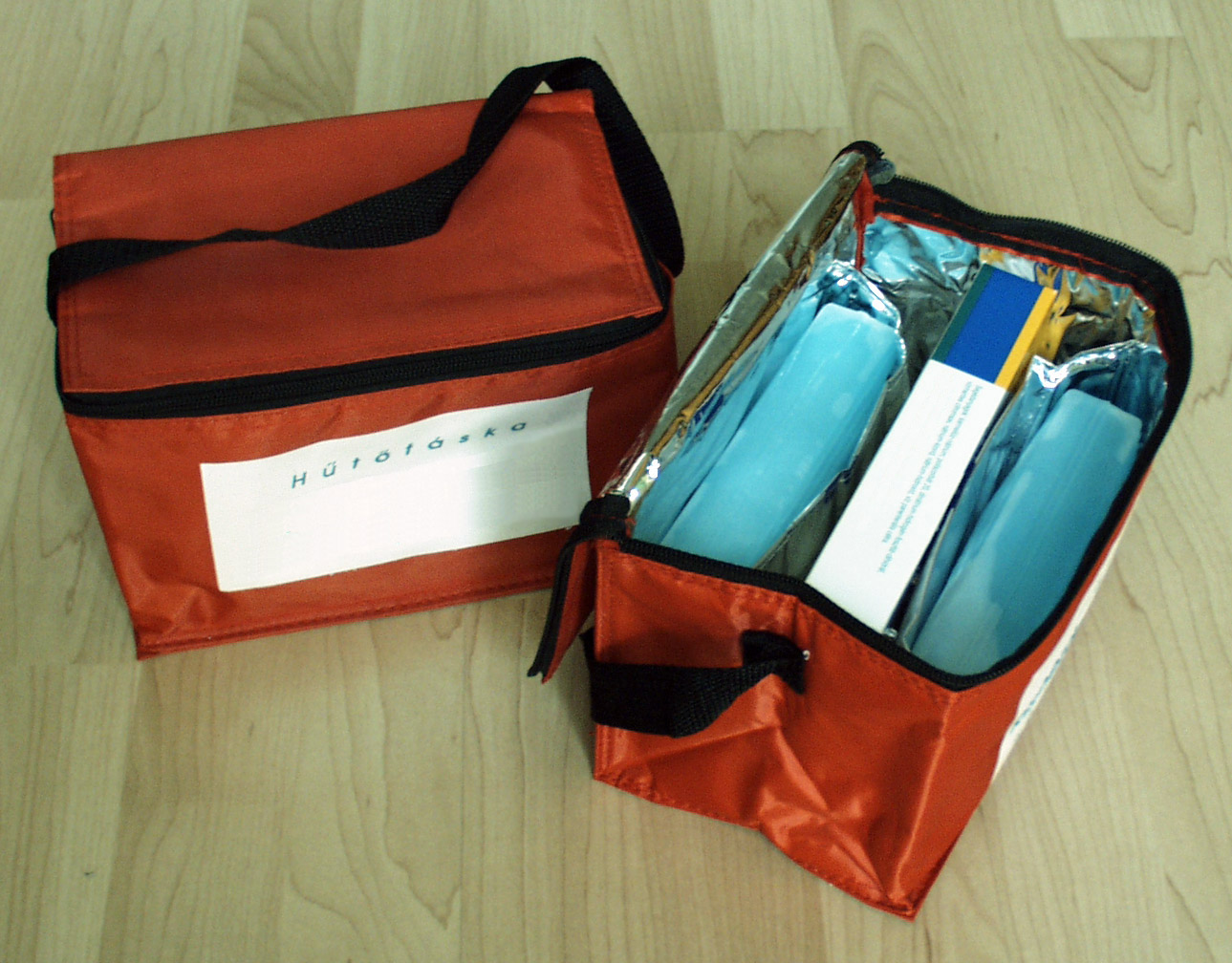
A risperidon injekció tárolására állandó 2 és 8 Celsius-fok közötti hőmérséklet szükséges, ezért ilyen hűtőtáskában kell szállítani jégakkuk között, egyébként pedig hűtőszekrényben kell tárolni. Egy ilyen hűtőtáskát két doboz risperidon injekció és két jégakku szállítására terveztek.

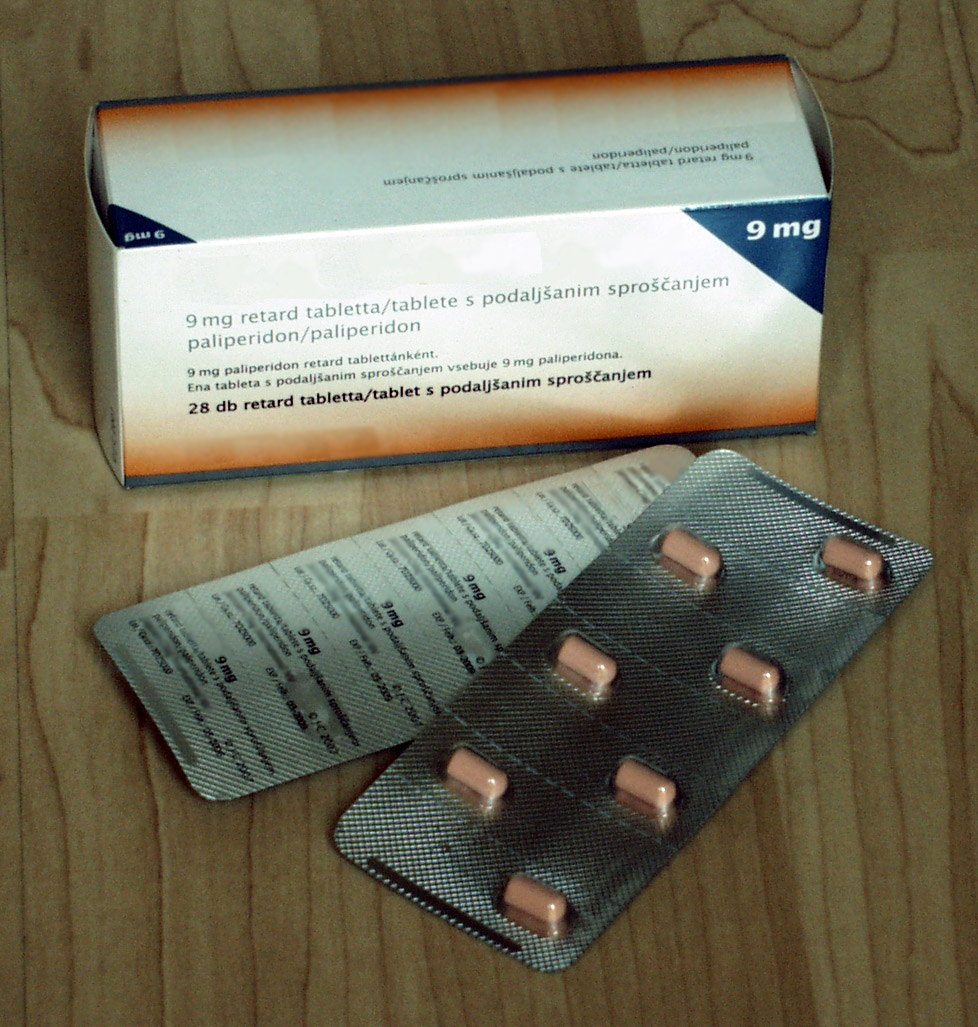
A pszichózis megelőzésére paliperidon retard tablettát is alkalmaznak, különleges felszívódása van, és elég csak naponta egyszer bevenni.

A szkizoaffektív zavar kezelése gyógyszerkombinációk adásából és terápiából áll. A pszichiáter gyógyszert, rendszerint gyógyszer kombinációt ír fel a betegnek. Minden egyes páciens máshogy reagál a gyógyszerelésre.
Pszichotikus tünetekre ezek közül egyet, vagy ezek valamely kombinációját szokásos felírni:
Első generációs antipszichotikumok:
- Kis potenciálúak:

- Chlorpromazin (Torazin, Hibernal)
- Levomepromazin (Tisercin)
- Thioridazin (Melleril)
- Chlorprotixen (Truxal)
- Szulpirid (Depral)

- Közepes potenciálúak:

- Flupenthixol (Fluanxol)
- Tiapride (Tiaprid)
- Zuclopenthixol (Cisordinol)

- Nagy potenciálúak:

- Haloperidol (Haloperidol)
- Droperidol (Droperidol)
- Fluphenazin (Moditen)
- Trifluoperazin (Terfluzine)
- Pipothiazin (Piportil)

Második generációs antipszichotikumok:
- Amiszulprid (Solian)
- Clozapin (Leponex)
- Olanzapin (Zyprexa)
- Quetiapin (Seroquel)
- Risperidon (Risperdal)
- Sertindol (Serdolect)
- Ziprasidon (Geodon)
- Paliperidon (Invega)

Harmadik generációs antipszichotikumok:
- Aripiprazol (Abilify)

Tartós hatású készítmények:
- Első generációs:

- Haloperidol decanoat (Haloperidol decanoat)
- Fluphenazin decanoat (Moditen Depot)
- Zuclopenthixol decanoat (Cisordinol Depot)
- Flupenthixol decanoat (Fluanxol Depot)
- Pipothiazin palmitat (Piportil Depot)

- Második generációs:

- Risperidon (Risperidal Consta)

Mániás tünetekre a következő hangulat stabilizálók valamelyikét szokás felírni egy antipszichotikummal:
- Lítium só (Liticarb)
- Valproát sav (Depakote ER)
- Karbamazepin (Tegretol)

Depressziós tünetekre a következő antidepresszánsok valamelyikét szokás felírni egy antipszichotikummal:
- Venlafaxin (Effexor)
- Duloxetin (Cymbalta)
- Lamotrigin (Lamictal)

## Problémák
A problémák hasonlóak a szkizofréniában és súlyos hangulat zavarokban szenvedőknél tapasztalhatókkal. Ezek:
- Problémák a gyógyszeres kezelés és terápia után
- Jóvá nem hagyott gyógyszerelés, mint öngyógyítási próbálkozások
- Rövid távú mellékhatások és a felmerülő problémák a felírt gyógyszerek hosszú távú alkalmazásából, beleértve a gyógyszerkölcsönhatásokat
- A mániás viselkedésből adódó problémák, például mértéktelen viselkedés, szexuális meggondolatlanságok
- Öngyilkossági kísérletek, tettek a depresszív vagy pszichotikus tünetek miatt

## BNOkód
Szkizoaffektív zavar F25
- F25.00 Szkizoaffektív zavar mániás típusa
- F25.10 Szkizoaffektív zavar depressziós típusa
- F25.20 Szkizoaffektív zavar kevert típusa
- F25.80 Egyéb szkizoaffektív zavar
- F25.90 Nem-meghatározott szkizoaffektív zavar

## Fordítás
- Ez a szócikk részben vagy egészben  a   Schizoaffective disorder című angol Wikipédia-szócikk fordításán alapul.  Az eredeti cikk szerkesztőit annak laptörténete sorolja fel. Ez a jelzés csupán a megfogalmazás eredetét és a szerzői jogokat jelzi, nem szolgál a cikkben szereplő információk forrásmegjelöléseként.

### Magyar oldalak
- Tebolyda.hu – A Pszichiátriai Szakmai Kollégium állásfoglalása a pszichiátriai zavarok gyógykezeléséről Archiválva 2007. január 6-i dátummal a Wayback Machine-ben
- Pszichiatria24x7 – Szkizoaffektív zavar

### Külföldi oldalak
- Family Social Support Project – Facts about Schizoaffective Disorder
- National Alliance on Mental illness – Schizoaffective Disorder
- Internet Mental Health – Schizoaffective Disorder – American Description
- Internet Mental Health – Schizoaffective Disorder – European Description
- eMedicine – Guy E Brannon, MD – Schizoaffective Disorder
- The National Alliance on Mental illness New Hampshire – Schizoaffective Disorder Fact Sheet